# São José do Mantimento (kommun)
São José do Mantimento är en kommun i Brasilien.   Den ligger i delstaten Minas Gerais, i den sydöstra delen av landet, 800 km sydost om huvudstaden Brasília. Antalet invånare är 2 592.
Följande samhällen finns i São José do Mantimento:
- São José do Mantimento

Omgivningarna runt São José do Mantimento är huvudsakligen savann. Runt São José do Mantimento är det ganska glesbefolkat, med 31 invånare per kvadratkilometer.